# Оспіталетто
Оспіталетто (італ. Ospitaletto) — муніципалітет в Італії, у регіоні Ломбардія, провінція Брешія.
Оспіталетто розташоване на відстані близько 450 км на північний захід від Рима, 75 км на схід від Мілана, 13 км на захід від Брешії.
Населення — 14 362 особи (2014).
Щорічний фестиваль відбувається 25 липня. Покровитель — San Giacomo.

## Демографія
Населення за роками:

Станом на 1 січня 2023 року в муніципалітеті офіційно проживало 2328 іноземців з 69 країн, серед них 557 громадян країн Євросоюзу та 85 громадян України.

## Сусідні муніципалітети
- Кастеньято
- Каццаго-Сан-Мартіно
- Пассірано
- Травальято